# Морикава, Тосиюки
Тосиюки Морикава (яп. 森川 智之 Морикава Тосиюки, 26 января, 1967, Кавасаки, префектура Канагава) — известный японский сэйю и певец. Наиболее известен благодаря ролям Го в Saint Beast, Гриффита в «Берсерке», Ацу в Full Metal Panic Fumoffu, а также Сефирота в Final Fantasy VII: Advent Children. Он также озвучивал многие фильмы на японском языке, например, «Звёздные войны» (Оби-Ван Кеноби) или «Константин: повелитель тьмы» (Джон Константин). Кроме того, в 2003 году Морикава вместе с другим сэйю Фумихико Татики организовал группу 2HEARTS, и среди их работ можно назвать, например, открывающую композицию для аниме Blue Seed (как Takada Band).
В апреле 2011 года Морикава открыл своё сэйю-агентство AXLONE, первым сотрудником которого стал Дзюн Фукуяма.

## Озвученные роли

### Аниме
- After War Gundam X — Шагия Фрост
- Angelique — Эрнест
- Aoki Densetsu Shoot — Камия Ацуси
- Apocripha/0 — Джейд Дэвис
- Brave 10 — Санада Юкимура
- D.Gray-man — Тики Микк
- Damekko Doubutsu — Юнихико
- Danganronpa 3: The End of Hope's Peak Academy — Кёсукэ Мунаката
- Devil May Cry — Данте
- Digimon Adventure 02 — Муммимон, БелиалВамдемон, Юкио Ойкава
- Fighting Spirit — Александр Вольг Зангиеф
- Flint the Time Detective — Моцарт
- Futari wa Pretty Cure Splash Star — Гоян
- F-Zero GP Legend — Рю Судзаку
- Gakuen Heaven — Хидэаки Накадзима
- Gallery Fake — Рэйдзи Фудзита
- Genesis of Aquarion — Тома
- Ghost Sweeper Mikami — Питер
- Gintama — Сасаки Исабуро
- Glass Mask — Масуми Хаями
- Gundam Wing — Отто
- Gunjou no Magmell — Сюин
- Initial D Fourth Stage — Дайки Ниномия
- InuYasha — Нараку
- Jojo Bizarre Adventures: Diamond Is Unbreakable — Ёсикагэ Кира
- Junjou Romantica — Рюитиро Исака
- Juuni Senshi Bakuretsu Eto Ranger — Потиро
- Kamigami no Asobi — Тот Кадукеус
- Key the Metal Idol — Сюити Татаки
- Kindaichi Case Files — Акэти Кэнго
- King of Bandit Jing — Мастер Гиар
- Kinnikuman Nisei — Терри
- Konjiki no Gash Bell!! Movie 1: Unlisted Demon 101 — Вайзмэн
- Kouryu Densetsu Villgust — Куи
- Kyo Kara Maoh! — Конрад
- Legend of the Mystical Ninja — Сэппукумару
- Made in Abyss – Бондрюд
- Madlax — Кароссер Дон
- Mamotte Shugogetten — Мияути Идзумо
- Martian Successor Nadesico — Гэнъитиро Цукиоми
- Marvel Anime — Скотт Саммерс/Циклоп
- Moryo no Hako — Рэйдзиро Энокидзу
- Mobile Suit Victory Gundam — Куфф, Мечет
- Monkey Typhoon — Сайтосу
- Nana — Такуми Итигосэ
- Night Head Genesis — Наото Кирихара
- One Piece — Энель, Скоппер Габан
- Otogi-Jushi Akazukin — Дзэдо
- Peacemaker Kurogane — Рёносукэ Итимура
- Please Save My Earth — Дзимпати
- Robotics;Notes — Ко Кимидзима
- Saint Beast — Сэйрю но Го
- Saint Tail — Манато Саватари
- Saiunkoku Monogatari — Ран Сюэй
- Saiyuki — Номура
- Shuffle! — Король демонов
- Sengoku Basara — Катакура Кодзюро
- Slam Dunk — Ёхэй Мито, Токи Кувата, Кадзуо Араки, Нобунага Киёта
- Speed Grapher — Тёдзи Суйтэнгу
- Suki na Mono wa Suki Dakara Shouganai!! — Рёя Кодзуки
- Super Robot Wars Original Generation: The Animation — Кёсукэ Намбу
- Super Robot Wars Original Generation: Divine Wars — Кёсукэ Намбу
- Tales of Phantasia — Даос
- Tales of Symphonia: The Animation — Юань
- Tekkaman Blade — Такая Айба, Тэккаман Блейд
- Tenchi Muyo! in Love — Нобуюки Масаки в детстве
- Transformers: Go! — Оптимус Прайм
- Ultimate Muscle — Тэрри
- Winter Cicada — Кэйитиро Акидзуки
- X — Сэйитиро Аоки
- Yami no Matsuei — Тацуми Сэйитиро
- Yu-Gi-Oh! — Кацуя Дзёноти
- Zombie Loan — Бэкко
- «Берсерк» — Гриффит
- «Блич» — Куросаки Иссин, Канамэ Тосэн, Цубаки
- «Ведьма и зверь» — Ашаф[2]
- «Гачиакута» — Регто[3]
- «Изгнанник» — Алекс
- «Меланхолия Харухи Судзумии» — Ютака Тамару
- «На земле и на небесах» — Мицуоми Такаянаги
- «Наруто» — Кимимаро Кагуя
- «Наруто: Ураганные хроники» — Минато Намикадзэ, Кимимаро Кагуя
- «Пираты „Чёрной лагуны“» — Мистер Чан
- «Покемон» — Бруно
- «Проза бродячих псов» — Эдгар Аллан По
- «Стальная тревога? Фумоффу» — Ацунобу Хаясимидзу
- «Христофор Колумб» (Христофор Колумб(в юности))

### OVA
- Angelique — Эрнест
- Final Fantasy VII Advent Children — Сефирот
- Haru wo Daiteita — Иваки Кёсукэ
- Last Order: Final Fantasy VII — Сефирот
- Shiritsu Araisou Kouttou Gakkou Seitokai Shikkoubu — Кубота Макото
- Ultraman: Super Fighter Legend — Альтрамэн

### Drama CD
- Boku no Koe — Хосака Дзёитиро
- Gakuen Heaven — Накадзима Хидэаки
- Haru wo Daiteita — Иваки Кёсукэ
- Shiritsu Araisou Kouttou Gakkou Seitokai Shikkoubu — Кубота Макото
- Wild Adapter — Кубота Макото
- Winter Cicada — Кэйитиро Акидзуки

### Видеоигры
- Assassin's Creed II — Леонардо да Винчи
- Bungo and Alchemist — Фёдор Михайлович Достоевский
- Серия Capcom vs. SNK — Рю
- Crisis Core: Final Fantasy VII — Сефирот
- Dante's Inferno — Данте
- Dissidia: Final Fantasy — Сефирот
- Gakuen Heaven — Накадзима Хидэаки
- Jigoku Sensei Nube — Тамамо Кёсукэ
- JoJo All Star Battle PS3 — Дьяволо
- Kingdom Hearts — Сефирот
- Kingdom Hearts II — Сефирот
- Marvel: Ultimate Alliance — Человек-паук
- Marvel vs. Capcom 3: Fate of Two Worlds — Данте
- Nioh — Хаттори Хандзо
- Plasma Blade — Хаято
- Resident Evil 4 (2023) — Леон Кеннеди
- Resident Evil 6 — Леон Кеннеди
- Sengoku Basara 2 — Катакура Кодзюро
- Серия Soul — Хэйсиро Мицуруги
- Star Gladiator — Хаято
- Street Fighter Alpha — Чарли/Рю
- Super Robot Wars Impact — Кёсукэ Намбу
- Super Robot Wars Original Generations — Кёсукэ Намбу
- Tales of Symphonia — Юань
- Серия Tekken — Хваран
- Tokimeki Memorial Girl's Side: 2nd Kiss — Вакаодзи Такафуми
- Tomb Raider: The Angel of Darkness — Кёртис Трент
- X-Men vs. Street Fighter — Чарли
- Wuthering Waves — Кальчаро
- Yakuza 5 — Тацуо Синада